# 강지환
강지환(1977년 3월 20일 ~ )은 대한민국의 배우이다.

## 학력
- 경신고등학교

## MBC
- 2003년 MBC 《MBC 베스트극장 - 살인에 관한 고백》
- 2003년 MBC 《논스톱 4》
- 2005년 MBC 《굳세어라 금순아》 ... 구재희 역
- 2006년 MBC 《불꽃놀이》 ... 나인재 역
- 2006년 MBC 《90일, 사랑할 시간》 ... 현지석 역
- 2016년 MBC 《몬스터》 ... 강기탄 (이국철) 역

## KBS
- 2003년 KBS 2TV 《여름향기》
- 2004년 KBS 2TV 《꽃보다 아름다워》 ... 김재식 역
- 2004년 KBS 2TV 《알게 될거야》 ... 인우 역
- 2007년 KBS 2TV 《경성스캔들》 ... 선우완 역
- 2008년 KBS 2TV 《쾌도 홍길동》 ... 홍길동 역
- 2014년 KBS 2TV 《빅맨》 ... 김지혁 역
- 2018년 KBS 2TV 《죽어도 좋아》 ... 백진상 역

## 타사
- 2004년 SBS 《마지막 춤은 나와 함께》 ... 정규 역
- 2010년 SBS 《커피하우스》 ... 이진수 역
- 2011년 SBS 《내게 거짓말을 해봐》 ... 현기준 역
- 2013년 SBS 《돈의 화신》 ... 이강석/이차돈 역
- 2018년 OCN 《작은 신의 아이들》 ... 천재인 역
- 2019년 TV조선 《조선 생존기》... 정록 역

### 영화
- 2015년 《태양을 쏴라》 ... 존 역
- 2015년 《천강대가》
- 2012년 《차형사》 ... 차철수 역
- 2009년 《내 눈에 콩깍지》 ... 강태풍 역
- 2009년 《7급 공무원》 ... 이재준 역
- 2008년 《영화는 영화다》 ... 장수타 역
- 2006년 《방문자》 ... 방문자(계상) 역

### 방송
- 2009년 Mnet 《강지환의 어느날, 어딘가에서》
- 2011년 Mnet 《강지환의 어느날, 어딘가에서 시즌 2》

### 뮤지컬
- 2010년 《카페인》
- 2004년 《그리스》
- 2002년 《록키호러쇼》

## 광고
- 2010년 《롯데면세점》
- 2009년 《롯데면세점》
- 2009년 《동서식품 맥심커피믹스 1/2》
- 2005년 《롯데 가나 에어셀초콜렛》
- 2005년 《크라운베이커리》
- 2005년 《굿컴퍼니 프라이언》
- 2004년 《LG유플러스 국제전화002 동창회편》
- 2004년 《LG텔레콤 9원 요금제》
- 2004년 《해태제과식품 에이스》

## 홍보대사
- 2016년 2018 평창동계올림픽 및 2018 동계 패럴림픽 홍보대사

## 수상 및 후보
| 연도 | 시상식                         | 부문                             | 작품               | 결과 |
| ---- | ------------------------------ | -------------------------------- | ------------------ | ---- |
| 2005 | MBC 연기대상                   | 남자 신인연기상                  | 굳세어라 금순아    | 수상 |
| 2005 | MBC 연기대상                   | 남자 우수연기상                  | 굳세어라 금순아    | 수상 |
| 2005 | MBC 연기대상                   | 남자 인기상                      | 굳세어라 금순아    | 후보 |
| 2005 | MBC 연기대상                   | 베스트 커플상 (with 한혜진)      | 굳세어라 금순아    | 후보 |
| 2006 | 제42회 백상예술대상            | TV부문 남자 신인연기상           | 굳세어라 금순아    | 후보 |
| 2007 | KBS 연기대상                   | 미니시리즈부문 남자 우수연기상   | 경성스캔들         | 수상 |
| 2007 | KBS 연기대상                   | 남자 네티즌상                    | 경성스캔들         | 후보 |
| 2007 | KBS 연기대상                   | 베스트 커플상 (with 한지민)      | 경성스캔들         | 수상 |
| 2008 | 제44회 백상예술대상            | TV부문 남자 인기상               | 경성스캔들         | 수상 |
| 2008 | 제44회 백상예술대상            | TV부문 남자 최우수연기상         | 경성스캔들         | 후보 |
| 2008 | 제28회 한국영화평론가협회상    | 신인남우상                       | 영화는 영화다      | 수상 |
| 2008 | 제29회 청룡영화상              | 신인남우상                       | 영화는 영화다      | 수상 |
| 2008 | 제7회 대한민국영화대상         | 신인남우상                       | 영화는 영화다      | 수상 |
| 2008 | 씨네21 영화상                  | 올해의 남자신인배우              | 영화는 영화다      | 수상 |
| 2008 | KBS 연기대상                   | 남자 최우수연기상                | 쾌도 홍길동        | 후보 |
| 2008 | KBS 연기대상                   | 남자 네티즌상                    | 쾌도 홍길동        | 수상 |
| 2008 | KBS 연기대상                   | 베스트 커플상 (with 성유리)      | 쾌도 홍길동        | 수상 |
| 2009 | 제45회 백상예술대상            | 영화부문 남자 신인연기상         | 영화는 영화다      | 수상 |
| 2009 | 제18회 부일영화상              | 신인 남자연기상                  | 영화는 영화다      | 후보 |
| 2009 | 제10회 부산영화평론가협회상    | 신인남우상                       | 영화는 영화다      | 수상 |
| 2009 | 제46회 대종상                  | 신인남우상                       | 7급 공무원         | 수상 |
| 2009 | 제5회 대한민국 대학영화제      | 신인남우상                       | 7급 공무원         | 수상 |
| 2010 | SBS 연기대상                   | 특별기획부문 남자 우수연기상     | 커피하우스         | 후보 |
| 2011 | SBS 연기대상                   | 특별기획부문 남자 우수연기상     | 내게 거짓말을 해봐 | 후보 |
| 2013 | SBS 연기대상                   | 중편드라마부문 남자 최우수연기상 | 돈의 화신          | 후보 |
| 2013 | SBS 연기대상                   | 베스트 커플상 (with 황정음)      | 돈의 화신          | 후보 |
| 2014 | 제9회 아시아모델시상식         | 패셔니스타상                     | 빈칸               | 수상 |
| 2014 | KBS 연기대상                   | 남자 최우수연기상                | 빅맨               | 후보 |
| 2014 | KBS 연기대상                   | 미니시리즈부문 남자 우수연기상   | 빅맨               | 후보 |
| 2014 | KBS 연기대상                   | 남자 네티즌상                    | 빅맨               | 후보 |
| 2014 | KBS 연기대상                   | 베스트 커플상 (with 이다희)      | 빅맨               | 후보 |
| 2016 | 제5회 아시아태평양 스타 어워즈 | 장편드라마부문 남자 우수연기상   | 몬스터             | 후보 |
| 2016 | MBC 연기대상                   | 특별기획부문 남자 최우수연기상   | 몬스터             | 후보 |
| 2018 | KBS 연기대상                   | 미니시리즈부문 남자 우수연기상   | 죽어도 좋아        | 후보 |
| 2018 | KBS 연기대상                   | 남자 네티즌상                    | 죽어도 좋아        | 후보 |
| 2018 | KBS 연기대상                   | 베스트 커플상 (with 백진희)      | 죽어도 좋아        | 후보 |

## 사건

### 성폭행 의혹 및 유죄 확정
2019년 7월 강지환은 여성을 성폭행한 혐의로 현재 조사를 받은 뒤 몇번의 재판끝에 징역형의 집행유예를 선고받고 몇 달 뒤 모든 지상파, 종편 출연정지 연예인 명단에 올랐다. 2020년 11월 5일 대법원 1부(주심 박정화 대법관)는 징역 2년 6개월에 집행유예 3년을 선고한 원심이 확정되었다. 재판부는 판결 이유를 "피해자가 범행 당시 피고인의 행동과 피해자가 느낀 감정 등을 구체적이고 일관되게 진술했다"라고 밝혔다.